# Liste des sites Ramsar au Kazakhstan
Cet article recense les zones humides du Kazakhstan concernées par la convention de Ramsar.

## Statistiques
La convention de Ramsar est entrée en vigueur au Kazakhstan le 2 mai 2007.
En janvier 2020, le pays compte 10 sites Ramsar, couvrant une superficie de 31 885,57 km2.

## Liste
| Site                                                   | Oblys                       | Notes                                                                                           | Date             | Superficie (km²) | Altitude (m) | Identifiant Ramsar | Identifiant WDPA | Coordonnées                       | Photo |
| ------------------------------------------------------ | --------------------------- | ----------------------------------------------------------------------------------------------- | ---------------- | ---------------- | ------------ | ------------------ | ---------------- | --------------------------------- | ----- |
| Lacs Korgaldjyn (en) et Tengiz                         | Aqmola                      | Compris dans le site du patrimoine mondial Saryarka, steppe et lacs du Kazakhstan septentrional | 11 octobre 1976  | 2 605,00         | 300 - 400    | 107                | 17721            | 50° 25′ 01″ nord, 69° 15′ 00″ est |       |
| Lacs des basses Tourgaï et Irguiz                      | Aqtöbe                      |                                                                                                 | 11 octobre 1976  | 3 480,00         |              | 108                | 17722            | 48° 42′ 00″ nord, 62° 10′ 59″ est |       |
| Delta de l'Oural et côte adjacente de la mer Caspienne | Atyraw                      |                                                                                                 | 10 mars 2009     | 1 115,00         | 20           | 1856               | 478022           | 46° 58′ 01″ nord, 51° 45′ 00″ est |       |
| Système des lacs Koïbagar-Tioumtiougour (ru)           | Kostanaï                    |                                                                                                 | 7 mai 2009       | 580,00           | 200 - 210    | 1862               | 478024           | 52° 39′ nord, 65° 45′ est         |       |
| Système des lacs Koulykol-Taldykol                     | Kostanaï                    |                                                                                                 | 7 mai 2009       | 83,00            | 247 - 260    | 1863               | 478025           | 51° 22′ 59″ nord, 61° 52′ 01″ est |       |
| Système du lac de Naourzoum                            | Kostanaï                    | Compris dans le site du patrimoine mondial Saryarka, steppe et lacs du Kazakhstan septentrional | 12 juillet 2009  | 1 397,14         | 115 - 120    | 1872               | 478036           | 51° 29′ 06″ nord, 64° 17′ 53″ est |       |
| Système des lacs Jarsor-Ourkach                        | Kostanaï                    |                                                                                                 | 12 juillet 2009  | 412,50           | 202 - 240    | 1873               | 478037           | 51° 19′ 01″ nord, 62° 43′ 59″ est |       |
| Système des lacs Alakol-Sasykkol                       | Almaty, Kazakhstan-Oriental | Compris dans la Réserve biosphère d'Alakol (en)                                                 | 25 novembre 2009 | 9 146,63         | 350          | 1892               | 555542700        | 46° 16′ 01″ nord, 81° 31′ 59″ est |       |
| Delta de l'Ili et sud du lac Balkhach                  | Almaty                      |                                                                                                 | 1er janvier 2012 | 9 766,303        | 341 - 374    | 2020               | 555543065        | 45° 35′ 53″ nord, 74° 44′ 17″ est |       |
| Petite mer d'Aral et delta du Syr-Daria                | Qızılorda                   |                                                                                                 | 2 février 2012   | 3 300,00         | 42 - 80      | 2083               | 555555583        | 46° 20′ 49″ nord, 61° 00′ 11″ est |       |